# Hugh Bolton Jones
Hugh Bolton Jones, né le 20 octobre 1848 à Baltimore et mort le 24 septembre 1927 à New York, est un peintre paysagiste américain

## Biographie
Hugh Bolton Jones naît le 20 octobre 1848 à Baltimore. Il est le fils de Hugh B. et de Laura Eliza Jones. Hugh Bolton Jones a un frère cadet, Francis, né en 1857 et mort en 1932.
Hugh Bolton Jones commence sa formation artistique au Maryland Institute College of Art (en) et devient ensuite l'élève de Horace Wolcott Robbins. En juillet 1876, Hugh Bolton et Francis partent en Europe. Il fait des croquis en Espagne, étudie en France et en Italie puis s'installe à New York en 1881.
Hugh Bolton Jones peint surtout des paysages de printemps et d'été. De 1873 à 1883, il expose des paysages à la Royal Academy et à Suffolk Street à Londres. Il est élu académicien en 1883 de l'Académie américaine des beaux-arts.
Sa mort survient le 24 septembre 1927, à son domicile new-yorkais.

## Œuvres
- Tangrier[8]
- Return of the Cows[8]
- Brittany (1878)[8]
- October (1882)[8]
- On Herring Run, Baltimore  (1884)[8]